# Sceloporus acanthinus
Sceloporus acanthinus este o specie de șopârle din genul Sceloporus, familia Phrynosomatidae, descrisă de Bocourt 1873. Conform Catalogue of Life specia Sceloporus acanthinus nu are subspecii cunoscute.